# Schloss Mosbach

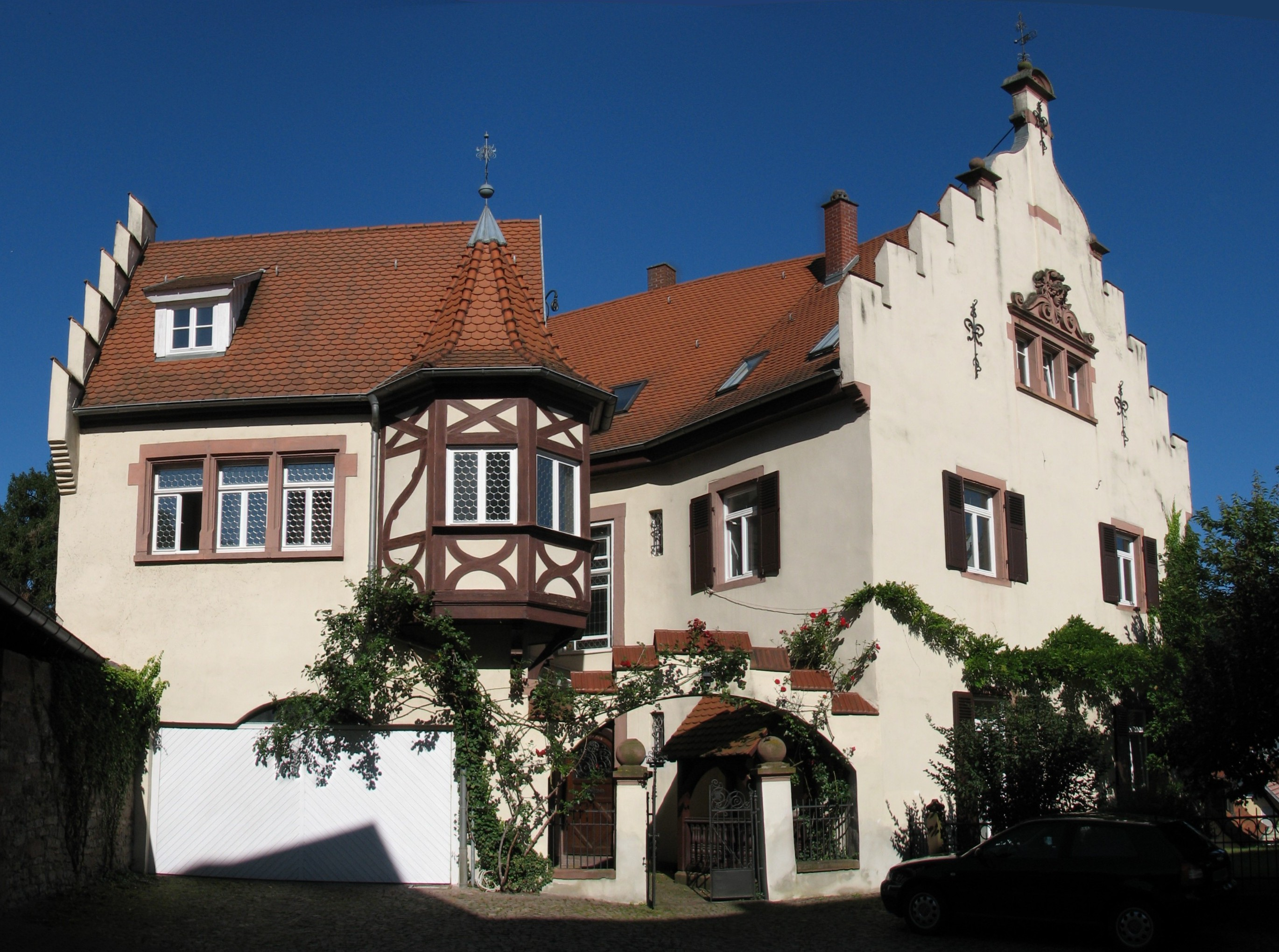
Altes Schloss in Mosbach

Das Schloss Mosbach ist ein denkmalgeschütztes Ensemble in Mosbach, Baden-Württemberg, das seit dem Hochmittelalter als Sitz eines Ministerialen diente. Dabei nahm es die Rolle als wehrhafte Burg ein. Erst im Jahr 1410 erhob Pfalzgraf Otto I. Mosbach zu seiner Residenz.
1439 ließ er die Residenz beträchtlich erweitern. So „diente das Schloss auch den Heidelberger Kurfürsten als Zufluchtsort vor Seuchen, da Mosbach im Gegensatz zu Heidelberg abseits der Hauptreisewege lag“.
Erst im Jahr 1898 wurde aus dem Alten Schloss ein pittoreskes Wohnhaus. Seitdem wechselte es öfter seinen Besitzer. 2019 kauften die Eheleute Bochmann das Schloss, um die Bochmann-Stiftung und somit das Schloss der Öffentlichkeit zugänglich zu machen.